# Astyanax anterior
Astyanax anterior  é uma espécie peixe de água doce da família dos caracídeos, nativo da Bacia do Rio Amazonas na América do Sul, vivendo em zonas de clima tropical.